# 1761年7月17日の海戦
1761年7月17日の海戦は七年戦争中、スペインのカディス沖においてイギリスとフランスの間で戦われた小規模な海戦で、イギリスが勝利した。
フランス海軍が1759年に大敗北を何度も喫した以降、イギリス海軍はヨーロッパ水域における制海権を握っていた。イギリス海軍は制海権を維持するためにフランス軍港の近くに艦隊を駐留、また中立を維持しながらも親フランスであったスペイン（フランス艦隊を港に泊まらせていた）の軍港も監視していた。1761年、フランスの64門戦列艦アシルと32門フリゲートのブッフォンがスペイン南部の大西洋海岸にあるカディスの港で封鎖されていた。
アシルは3月にブレストの封鎖を突破して出港したが、チャールズ・プロビー率いるジブラルタルのイギリス艦隊（旗艦で戦列艦のサンダラー、戦列艦のモデスト、フリゲートのテティス、スループのフェイヴァリット）により結局カディスに追い込まれた。アシルとブッフォンが脱出を図ると、プロビーは追撃し、海戦にもちこんだ。サンダラーの砲台が爆発して大損害を出したが、プロビーはアシルへの移乗攻撃に成功してアシルを拿捕した。ブッフォンはテティスとモデストが拿捕した。

## 背景
1759年、フランス海軍がラゴスの海戦とキブロン湾の海戦で大敗したため、イギリス海軍は大西洋における制海権を握った。イギリスは制海権を維持するためにフランスの海軍基地を海上封鎖し、フランスはイギリスの通商破壊を行うためにたびたび封鎖を突破しようとした。1761年3月9日、ブルターニュのブレスト港を封鎖していた、マシュー・バックル准将率いるイギリス艦隊はフランスの戦列艦1隻（64門艦アシル）とフリゲート1隻（ブッフォン）の出港を目撃した。バックルはエドワード・ジキル率いる60門艦リポンに追撃を命じた。ジキルはフランス船をビスケー湾に追いこんだ。
アシルとブッフォンは一時リポンから逃げおおせたが、ジキルは翌日午後に両艦を再び発見、21時30分にアシルに接近して砲撃した。しかし、強風と荒波により両軍とも戦艦の下部にある大砲をほとんど使えなかった。しかも、リポンの大砲1門が突如爆発してしまい、多くの砲兵を失う結果となった。ジキルは仕方なく前方の大砲を閉じることを命令したが、それでもアシルの前帆とそれを支える帆桁を吹き飛ばす戦果を挙げた。これによりリポンはアシルの前方に進んでしまい、アシルにとって絶好の機会を与えてしまったが、アシルはリポンの後ろを通り、攻撃のチャンスを逃した。アシルはそのまま逃げようとし、ジキルは回頭して追うよう命じたがリポンの損傷も大きく、そのせいでアシルは暗闇に乗じて逃げた。
封鎖を突破した後のアシルとブッフォンは大西洋で数月間航行したのち、中立でありながら友好的であったスペインのカディスに入港した。イギリス海軍は7月にこのことを察知、アシルの出港を予想して艦隊をカディス封鎖に派遣した。

## 戦闘
イギリスのカディス封鎖艦隊は船4隻で、チャールズ・プロビー艦長の74門艦サンダラー、ロバート・ボイル＝ウォルシンガム艦長の64門艦モデスト、ジョン・モートレイ艦長の32門フリゲートのテティス、フィルモン・ポウノル艦長のスループのフェイヴァリットであった。この艦隊は早夏にカディス沖を巡航していたが、7月14日にアシルとブッフォンがイギリスの知らぬ間に出港したことを知った。プロビーは捜索を命令、16日にカディスから南西約18マイルのところで見つけた。アシルとブッフォンは北西のカディス湾へ向かったが、イギリス艦隊のほうが速かったためサンダラーは17日朝にカディスから57マイル北西のところでアシルに追いついた。
アシルが射程内に入ると、サンダラーはすぐさま砲撃を開始、両艦の舷側砲の応酬となった。戦闘が激しくなる中、サンダラーの上甲板の大砲1門が突如爆発して、海員数十人が巻き込まれて死傷した。プロビーは手を怪我したが、サンダラーをアシルの傍に移動させて移乗攻撃をしかけ、見事にアシルを拿捕した。その近くではテティスがブッフォンに戦いを挑んで、モデストの到着まで時間を稼ぐと、ブッフォンの艦長は衆寡敵せずとみて降伏した。
プロビーは拿捕したフランス艦2隻と戦利品をジブラルタルへ連れ戻し、負傷者を同市の病院で治療させた。イギリス軍は大砲の爆発でサンダラーに死者17人と負傷114人を出した。サンダラーはフランスの砲撃でマストや帆装が損傷を受けた。テティスもブッフォンの砲撃で損傷を受けたが死傷者はいなかった。プロビーの海軍本部への報告によると、フランス軍の損害の記録はなかったという。